# Aratus (Mondkrater)
Aratus ist ein kleiner, runder und tassenförmiger Einschlagkrater mit einer relativ hohen Albedo auf der Hochebene südlich und östlich der zerklüfteten Montes Apenninus. Im Osten erstreckt sich das Mare Serenitatis und südwestlich liegt der Krater Conon.
Nord-nordöstlich von Aratus, im Tal zwischen dem Mons Hadley Delta und dem Mons Hadley, liegt der Landeplatz von Apollo 15.
| Buchstabe | Position           | Durchmesser        | Link               |
| --------- | ------------------ | ------------------ | ------------------ |
| A         | Umbenannt in Galen | Umbenannt in Galen | Umbenannt in Galen |
| B         | 24,16° N, 5,42° O  | 7 km               |                    |
| C         | 24,07° N, 9,45° O  | 4 km               |                    |
| CA        | 24,52° N, 11,17° O | 7 km               |                    |
| D         | 24,36° N, 8,6° O   | 4 km               |                    |

Eine ungewöhnliche Struktur stellt hierbei Aratus CA dar, wobei es sich nicht um einen Nebenkrater, sondern eine vom Hauptkrater weit entfernte und mit diesem nicht zusammenhängende Senke in der Ebene des Mare Serenitatis handelt.